# Nord (film)
Nord je francouzský hraný film z roku 1991, který režíroval Xavier Beauvois. Snímek měl světovou premiéru na filmovém festivalu v Montrealu dne 24. srpna 1991.

## Děj
Film zachycuje pozvolný rozpad rodiny, žijící v malém městě v Pas-de-Calais, neschopné vzájemné komunikace.

## Obsazení
| Xavier Beauvois    | Bertrand               |
| Bulle Ogier        | matka                  |
| Bernard Verley     | Ferrand                |
| Agnès Evrard       | dívka                  |
| Jean Douchet       | lékárník               |
| Jean-René Gossart  | Frédo                  |
| Jeanette Hereng    | babička                |
| Fernand Kindt      | děda                   |
| Mathieu Lindon     | profesor filosofie     |
| Christian Dewinter | profesor francouzštiny |

## Ocenění
- César: nominace v kategoriích nejslibnější herec (Xavier Beauvois) a nejlepší filmový debut (Xavier Beauvois)